# The King of Fighters '96
The King of Fighters '96 är ett fightingspel från 1996 av SNK, utgivet till Neo Geo som arkadspel och till hemkonsoler. Spelet är det tredje i serien The King of Fighters och porterades, precis som föregångaren till Neo Geo CD, samt Playstation och Sega Saturn. Spelet släpptes även på samlingen The King of Fighters Collection: The Orochi Saga till Playstation 2, Playstation Portable och Wii. Det släpptes också till Wiis Virtual Console i Japan den 15 februari 2011, i Nordamerika den 12 juli samma år och även den 22 november samma år i PAL-regionen.

## Handling
Spelet innehåller bland annat nymodigheter inom grafiken och ljudet. Det finns 27 spelbara figurer + två bossar som man kan spela med genom ett lösenord. Bland nya de figurerna finns Mr. Big från Art of Fighting, bossarna Wolfgang Krauser och Geese Howard från Fatal Fury, samt helt nya figurer som Leona Heidern, Mature och Vice. Man kan också välja om man vill tävla i två lag mot varandra, eller traditionella man mot man-strider.

### Fotnoter
1. ↑  ”The King of Fighters '96” (på engelska). Mobygames. 15 mars 1996. http://www.mobygames.com/game/king-of-fighters-96. Läst 20 maj 2015.